# Korschenbroich
Korschenbroich är en medelstor stad i Rhenlandet i den västra delen av Nordrhein-Westfalen i Tyskland. Staden har cirka 34 000 invånare och ligger mellan Mönchengladbach, Krefeld och Düsseldorf. Den nuvarande stadsgränsen fastställdes 1975 då Korschenbroich slogs samman med några närliggande administrativa enheter.

## Administrativ indelning
Invånartal för de olika stadsdelarna (december 2005):
- Glehn: 6 042
- Kleinenbroich: 10 361
- Korschenbroich: 11 650
- Liedberg: 2 340
- Pesch: 2 423
- Rubbelrath: 645

Dessa är vidare indelade i mindre områden.